# 山本恪二
山本 恪二（やまもと かくじ、1915年（大正4年）2月18日 - 2000年（平成12年）3月5日）は、昭和から平成期前半の彫刻家。京都市立美術大学名誉教授。

## 略歴
滋賀県生まれ。旧制中学2年の時にギリシャ彫刻の写真を見て、彫刻家になることを志したと言われる。1933年、東京美術学校彫刻科彫塑部に入学した。
1940年、第5回新制作派展に初入選するが、戦争に徴用される。戦後実家に戻り1947年から1949年まで京都市立美術専門学校（京都市立芸術大学の前身）、1950年から1980年まで京都市立美術大学・京都市立芸術大学、その後は大手前大学・神戸山手女子短期大学芸術科で彫刻の指導を行った。なお、この間1958年から1960年までパリに留学（パリ・エコール・デ・ボザール）しマルセル・ジモンとユーベル・ヤンセンに就いて学んだ。広く学生に慕われ門下生だけで200人以上に及ぶと言われ、1966年から亡くなるまで280点の作品が確認されている。2000年3月5日クモ膜下出血により急逝したが、その直前まで彫刻の制作と指導に当たっていた。
1980年4月、京都市立芸術大学を定年退職後、同大学より名誉教授号を授与された。生前山本は彫刻について「私にとって彫刻とは生きたモデルから何か未知の自然の構造の神秘を探り出す事であり、その時の愕きが私の生き甲斐なのである。此の発見の蓄積は外国語を学ぶのに似て、その効果は直ちには目立たないが長年月の間に別人の様な能力が身に付いて来るものだ。だから此の先どんなに老い込んでもモデルに就くことは止められないだろう。」と彫刻の魅力を語っていた。

## 関連事項
著作書籍
- 「京都市立芸術大学美術学部研究紀要(通号16) 1971年」 P49「「仕上げ」の問題をめぐって」の項（京都市立芸術大学美術学部）
- 「京都市立芸術大学美術学部研究紀要(通号23) 1978年」 P9「描写について」の項（京都市立芸術大学美術学部）
- 「京都市立芸術大学美術学部研究紀要(通号24) 1979年」 P1「現代美術におけるフォルムの問題」の項（京都市立芸術大学美術学部）
- 「三彩(通号428) 1983年5月」 P51「首のモデルになった頃」の項（三彩社）
- 「大手前女子大学論集(通号22) 1988年」 P111「立体の話」の項（大手前女子大学）

山本恪二に係る書籍
- 「神戸山手女子短期大学紀要(45) 2002年」 A1「山本恪二遺作展及び作品集(YAMAMOTO KAKUJI 1915-2000)の為の基礎資料とその作成の経緯等について 松下幸夫」（神戸山手女子短期大学）
- 京一中洛北高校同窓会. “会誌 あかね25号 表紙「表紙の浮彫について」山本恪二”. 2013年7月25日閲覧。

作品
- 湯川博士の胸像（京都大学基礎物理学研究所湯川記念館前）[4][5]
- 母子像（京都家庭裁判所前）
- 母子像（京都府立植物園）
- 青年像（京都市下京消防署）
- 青年像（京都府立洛東高等学校）
- タキイの花の女神（京都駅近く）
- 祖母と孫像（京都府城陽市）
- レリーフ（京都府舞鶴市総合文化会館内）
- 甲良豊後守宗広像（滋賀県犬上郡甲良町）
- 野崎忠左衛門像（滋賀県蒲生郡日野町）
- 母子像（兵庫県神戸市元町バルモア病院）
- ガンジー像（兵庫県神戸市インド人協会）